# Dževad Alihodžić
Dževad Alihodžić, né le 13 février 1969, à Zenica, en république fédérative socialiste de Yougoslavie, est un ancien joueur de basket-ball bosnien. Il évolue durant sa carrière au poste de pivot.

## Palmarès
- Champion de Croatie 1998